# إغناطيوس يوسف الثالث يونان
إغناطيوس يوسف الثالث يونان بطريرك الكنيسة السريانية الكاثوليكية. ولد بتاريخ 15 نوفمبر/تشرين الثاني 1944 في مدينة الحسكة السورية وكان اسمه جوزيف بن فرجو أبن المقدسي يونان كبسو، أكمل دراسته الابتدائية في مدرسة تابعة للكنيسة وبعد ذلك التحق بالمدرسة الإكليريكية في دير الشرفة في لبنان وذلك في شهر أغسطس/آب عام 1956 وهناك أتم المرحلة الثانوية. أُرسل إلى روما لمتابعة دراساته في الفلسفة وعلم اللاهوت في مدرسة البروبغندا حتى سنة 1971 تاريخ نيله إجازة في الفلسفة واللاهوت. رجع إلى مسقط رأسه الحسكة حيث تمت رسامته قسيساً على يد المطران ميخائيل جروة في 12 سبتمبر/أيلول 1971. تسلم بعدها إدارة الإكليريكية الكبرى بالشرفة وكان يُدرس كذلك في الإكليريكية الصغرى حتى سنة 1973. بعد ذلك رجع إلى مدينة الحسكة ليتولى مهمة التربية الدينية في أبرشية المدينة. وفي سنة 1980 استدعاه البطريرك حايك ليصبح قسيسا معاوناً في رعية سيدة البشارة للسريان الكاثوليك في العاصمة اللبنانية بيروت.

## نشاطه الكنسي في القارة الأمريكية
بتاريخ 20 مارس/آذار 1986 تم تعيين جوزيف يونان كاهناً في بروكلين وباترسون فانتقل إلى الولايات المتحدة، ووزع عمله بين أبناء كنيسته المهاجرين في كل من ولاية نيويورك وولاية نيوجرسي حيث أسس في هذه الأخيرة رعية أطلق عليها تسمية سيدة النجاة. نال درجة الخورنة بتاريخ 27 يونيو/حزيران 1991 في نيوجرسي، وكان قد عُين في عام 1989 من قبل المجمع الشرقي مسؤولاً على رعايا الكنيسة السريانية الكاثوليكية في الولايات المتحدة الأمريكية، قام بعدها بتأسيس رعية جديدة في لوس أنجلس وأخرى في سان دييغو.
رُشح من سينودس كنيسته ليرفع لمرتبة الأسقفية مع كاهن آخر فوقع اختيار البابا يوحنا بولس الثاني عليه بتاريخ 18 يناير/كانون الثاني 1995، فسمي مطراناً على أميركا الشمالية وزائراً رسولياً على فنزويلا. وتمت رسامته في 13 يناير/كانون الثاني 1996 على يد البطريك إغناطيوس أنطوان الثاني حايك في كنيسة قلب يسوع في مدينة القامشلي، وأطلق عليه تسمية «مار أفرام» بحسب العادة الجارية في الكنيسة بإعطاء تسمية «أبوية» لكل أسقف جديد.

## انتخابه لمنصب البطريرك
في يوم الثلاثاء 20 يناير/كانون الثاني عام 2009، أنتخب الأساقفة السريان الكاثوليك جوزيف يونان مطران أبرشية سيدة النجاة في أمريكا وكندا ليكون البطريرك الجديد للكنيسة السريانية الأنطاكية الكاثوليكية خلفاً للبطريرك السابق المستقيل إغناطيوس بطرس الثامن عبد الأحد، وذلك بعد اجتماعهم في روما في سينودس غير عادي بناء على دعوة البابا بنديكتوس السادس عشر في فترة امتدت بين يومي 17 و23 من يناير/كانون الثاني عام 2009. وتم الاحتفال بتنصيبه في بيروت بتاريخ 15 فبراير/شباط 2009، ليتسلم بعدها مهام وظيفته الجديدة.

## مواضيع ذات صلة
- الكنيسة السريانية الكاثوليكية